# Torrington (Wyoming)
Torrington è una città degli Stati Uniti d'America, la quale è il capoluogo della contea di Goshen nello Stato del Wyoming. La popolazione era di 6.501 abitanti al censimento del 2010.
È sede dell'Eastern Wyoming College ed è il centro dell'attività commerciale della regione circostante. All'interno di questa comunità agricola in primo luogo, ci sono diversi impianti di fertilizzanti, una fabbrica di barbabietole da zucchero e numerose strutture turistiche e attività di vendita al dettaglio che servono le popolazioni rurali locali e vicine.

## Geografia fisica
Torrington è situata a 42°04′00″N 104°10′57″W (42.066542, −104.182471).
Secondo lo United States Census Bureau, ha un'area totale di 4,62 mi² (11,97 km²).

## Storia
Situata sulla pista dei Mormoni e vicina alle piste dell'Oregon e della California lungo le rive del fiume North Platte, Torrington fu fondata nel 1900 da W.G. Curtis (1857 – 1913), e gli diede il nome della sua città natale, Torrington, nel Connecticut. Originariamente nacque come stazione di rifornimento d'acqua e carbone della CB&Q Railroad, che iniziò il servizio passeggeri nel 1900, la città in crescita divenne presto la principale fonte di civiltà per i contadini e rancher vicini. Nel 1905, il primo ponte fu costruito sul fiume North Platte, che prima era un importante guado.
Un ufficio postale chiamato Torrington fu creato nel 1889 sulla fattoria di W. G. Curtis, tre miglia ad ovest dove la città di Torrington sarebbe nata nel 1900, con W. G. Curtis come direttore postale. Nel 1908, la città fu incorporata nella contea di Laramie. Possedeva una banca, tre negozi, una farmacia con una soda fountain, un ufficio dei terreni e due hotel (dei quali uno dei due, sebbene modificato, esiste ancora sulla 1841 Main Street). Presto il luogo divenne un centro del commercio per la contea di Goshen e per le zone circostanti nel Wyoming orientale e nel Nebraska occidentale.
Situata sul fiume North Platte nel Wyoming orientale vicino al confine con il Nebraska, il sito della città fu mappato nell'aprile del 1900, da Ashland B. Smith della Lincoln Land Company del Nebraska. I documenti della mappa e del piano per la costruzione della città furono completati e inseriti negli archivi pubblici di Cheyenne il 22 giugno 1900, i singoli terreni venivano venduti ai residenti per un dollaro ciascuno da Charles Henry Morrill, presidente della Lincoln Land Company.
Nel 1911, la contea di Goshen fu ufficialmente organizzata, quando si separò dalla contea di Laramie. Torrington e Lingle si contesero il ruolo di capoluogo della contea. Venne scelta alla fine Torrington dal momento che i propri cittadini riuscirono a raccogliere il denaro sufficiente per costruire un tribunale. La pietra angolare per il tribunale fu costruita nel 1913, durante una cerimonia in cui una band ha suonato, guidata da Hi Yoder - dalla cui famiglia prende il nome la vicina città di Yoder.

## Società

### Evoluzione demografica
Secondo il censimento del 2010, la popolazione era di 6.501 abitanti.

### Etnie e minoranze straniere
Secondo il censimento del 2010, la composizione etnica della città era formata dal 93,19% di bianchi, lo 0,97% di afroamericani, lo 0,91% di nativi americani, lo 0,48% di asiatici, lo 0,15% di oceanici, il 2,98% di altre razze, e l'1,32% di due o più etnie. Ispanici o latinos di qualunque razza erano l'11,29% della popolazione.